# Марксистско-ленинская философия

Рельеф времён СССР, изображающий основоположников марксизма-ленинизма: К. Маркса, Ф. Энгельса и В. И. Ленина (слева направо)

Маркси́стско-ле́нинская филосо́фия, марксизм-ленинизм — официальное советское философское учение, предполагаемое как созданное на основе взглядов К. Маркса, Ф. Энгельса и В. И. Ленина; учебная дисциплина (предмет обучения).
Этот учебный предмет был обязательным в любом высшем учебном заведении Союза ССР.
Составными частями марксистско-ленинской философии считались диалектический материализм, игравший роль метафизики, и исторический материализм, игравший роль социальной философии и философии истории. Иногда сюда же относили марксистско-ленинскую этику и марксистско-ленинскую эстетику. Одним из важнейших разделов советской философии была также критика буржуазной философии.
Марксизм-ленинизм обрёл законченную форму в Советском Союзе в 1930-е годы. Главными источниками марксистско-ленинского учения были сочинения Иосифа Сталина. Кратчайшим изложением учения можно считать статью «О диалектическом и историческом материализме» («Правда», 12 сентября 1938 года). Окончательные формулировки содержатся в Кратком курсе истории ВКП(б). Даже после XX съезда КПСС и критики И. В. Сталина (в том числе и его сочинений) основные установки марксизма-ленинизма, по существу, не изменились.

## История марксизма-ленинизма в СССР
Марксистско-ленинская философия представляет собой часть идеологии марксизма-ленинизма, выступавшей на протяжении десятилетий в XX веке в качестве базовой для социалистических стран.
Марксистско-ленинская философия стала средством идеологического контроля в советской науке и общественной жизни СССР в целом. В некоторых случаях это приводило к кампаниям репрессий, в ходе которых целые научные направления объявлялись «буржуазными» и «идеалистическими», а их приверженцы подвергались гонениям и репрессиям, вплоть до физического уничтожения. Примером является сессия ВАСХНИЛ 1948 года, в результате которой генетика в СССР оказалась под идеологическим контролем, и биологическая наука оказалась в застое почти на 20 лет. В ходе этой дискуссии «идеалистической» была объявлена гипотеза о существовании наследственного вещества, а «материалистическим» — содержащий элементы телеологии неоламаркизм Т. Д. Лысенко и неовиталистская теория «живого вещества» О. Б. Лепешинской.
Тем не менее, некоторые исследователи видят в идеологическом диктате и положительные стороны. Как отмечает специалист по истории российской и советской науки профессор Лорен Грэхэм:

С моей точки зрения, марксизм-ленинизм где-то помог, а где-то стал препятствием для науки. Самый наглядный пример — история с Лысенко. Это тот случай, где марксистско-ленинская идеология помешала. Но в других случаях — и я в своей книге это указывал — марксистско-ленинская философия помогала развитию науки.

## Марксизм-ленинизм в социалистических странах
Ряд социалистических стран развил собственные варианты идеологии марксизма-ленинизма — такие, как маоизм или марксизм-ленинизм-маоизм, чучхе.

## Марксизм-ленинизм и западный марксизм
Следует отличать советский марксизм от западного марксизма, как правило, критически относящегося к сталинскому наследию (но интересующегося маоизмом и другими формами марксизма).

## Современное состояние
После распада СССР и социалистического лагеря марксистско-ленинская философия, лишившись административной поддержки, утратила своё влияние.

## Основные положения
Сторонники марксизма-ленинизма утверждают, что он развивает и последовательно проводит материалистический принцип в понимании объективного мира и мышления, объясняя через него диалектический подход, развивая, по словам В. Ленина, диалектическую логику как «учение не о внешних формах мышления, а о законах развития „всех материальных, природных и духовных вещей“, то есть развития всего конкретного содержания мира и познания его, то есть итог, сумма, вывод истории познания мира». По их мнению, марксистско-ленинская философия упраздняет различение между онтологией, логикой и теорией познания.
Критики-марксисты указывают на догматизм и начётничество советских марксистско-ленинских философов, работавших на оправдание современной им идеологии. Цитаты из трудов «классиков марксизма-ленинизма» становились абсолютными аргументами в любой философской дискуссии.
Критики-неопозитивисты отмечают расплывчатость основных понятий диалектики и необоснованность претензий марксистско-ленинской философии на научный статус.